# Список видів борщу

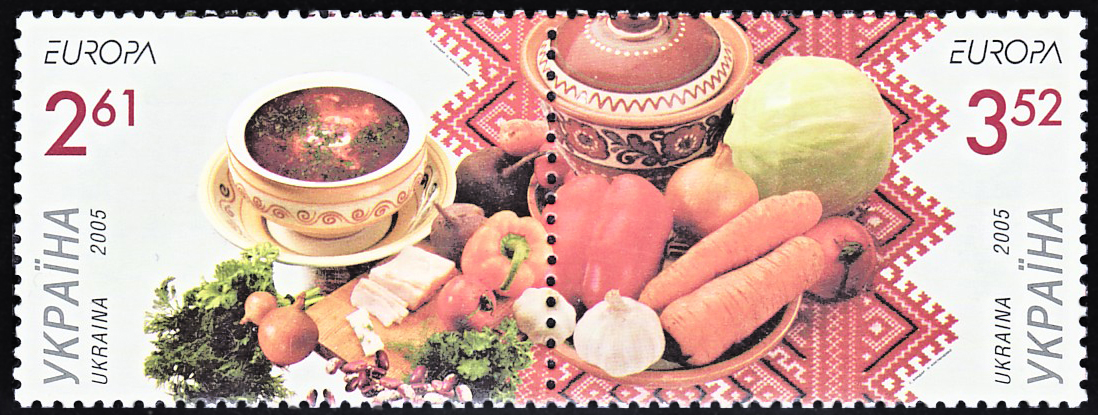
Українська марка із зображенням борщу, 2005.

Борщ — українська національна основна рідка страва, яку варять з овочів, переважно на м'ясному бульйоні, має складний процес приготування залежно від регіону і досвіду кухаря; існують десятки рецептів борщу. Найпопулярніша страва українців.
Борщ внесений до Національного переліку елементів нематеріальної культурної спадщини України (2020). Міжурядовий комітет з охорони нематеріальної культурної спадщини у 2022 році вніс культуру приготування українського борщу до Списку нематеріальної культурної спадщини ЮНЕСКО, яка потребує термінової охорони (див. Битва за борщ).
На цій сторінці поданий список видів борщів, який можна відсортувати за алфавітом, зазначені їх особливості (основні інгредієнти або ті, які вирізняються), внесені ті види, які фіксують авторитетні джерелах кулінарної тематики.

## Опис
В Україні існують три основні різновиди борщу: червоний борщ (найпопулярніший), зелений борщ та холодний борщ.
Існує багато регіональних різновидів борщу, тому навіть рецепт червоного борщу, може мати відмінності залежно від родини, регіону. Способи приготування борщу в різних областях України мають свої особливості, тому вони здебільшого мають назви місцевостей, областей і міст, наприклад: київський, полтавський, чернігівський, львівський та інші. Борщ також проник до кухонь інших слов'янських народів. Забілка борщу — найчастіше сметана.
Борщ посідає особливе місце в українській кухні. Борщі готують на кістковому, м'ясному, грибному бульйонах, бульйоні з птиці (гуски, качки), вегетаріанські — на воді або овочевих відварах. До складу борщів також входять морква, цибуля, петрушка, інша зелень. Залежно від виду борщу в нього додають капусту, картоплю, перець солодкий, квасолю, чорнослив, гриби, галушки та різноманітні м’ясні продукти (м'ясо, копчення, сосиски, сардельки) тощо.
У деякі види борщів для надання кислуватого смаку додають буряковий або хлібний квас, яблука кислих сортів. Для приготування борщів характерне використання квасолі. Страву заправляють салом (шпиком), товченим із часником, і дрібно нарізаною зеленню.

## Скорочення
Скорочення джерел прийняті у списку:
- УК:ПЗРНК — Українська кухня: повне зведення рецептів національної кухні XVIII-XXI ст. (2006),
- ТУКНК — Традиційна українська кухня в народному календарі (2006),
- УНК —  Українська національна кухня (2002),
- ЗРНСКВ — Збірник рецептур національних страв та кулінарних виробів (2000),
- УК —Украинская кухня (1994),
- К-91 — Кулінарія (1991),
- СзК — Страви з картоплі (1991),
- СНУ — Страви й напитки на Україні (1991),
- ЗНС — Закарпатські народні страви (1990),
- КРЩК — Кулінарні рецепти для щоденної кухні (1981),
- УС-60 — Українські страви (1960).

## Список
| Назва виду                                 | Особливість (основні складники)                                | Джерела                                          |
| ------------------------------------------ | -------------------------------------------------------------- | ------------------------------------------------ |
| Борщ український з м'ясом                  | найпопулярніший традиційний борщ                               | УНК, УС-60, ЗНС, КРЩК, УК                        |
| Борщ український з пампушками              | їдять з пампушками                                             | УНК, СзК, ЗРНСКВ, К-91                           |
| Борщ з грибами                             | містить певний вид їстівних сушених грибів                     | УНК, УС-60, ЗРНСКВ, ЗНС, УК                      |
| Борщ з грибами та чорносливом              | містить сушені білі гриби та чорнослив                         | УНК, УС-60, СзК, К-91, УК                        |
| Борщ із сушеними грибами й вушками         | містить сушені білі гриби та вушка з рисом                     | УНК                                              |
| Борщ із грибами та квашеною капустою       | містить гриби та квашену капусту                               | СзК                                              |
| Борщ з квасолею та грибами                 | містить гриби та квасолю                                       | ТУКНК                                            |
| Борщ із бурячиння з сушеними грибами       | містить сушені білі гриби та молоду бурякову гичку             | УНК                                              |
| Борщ із бурячиння (літній)                 | містить буряк з гичкою та кабачки                              | УНК, ЗРНСКВ, УК:ПЗРНК                            |
| Борщ з вушками                             | містить «вушка» (пельмені), має регіональні варіанти           | СНУ, КРЩК                                        |
| Різдвяний борщ з вушками                   | містить галушки, подають на Святвечір                          |                                                  |
| Борщ зелений (зі шпинатом та щавелем)      | містить щавель і шпинат (є варіант з консервованою зеленню)    | УНК, УК:ПЗРНК, УС-60, СзК, К-91, УК              |
| Борщ холодний (Холодник)                   | вживають охолодженим                                           | УНК, УС-60, УК                                   |
| Борщ холодний м'ясний                      | містить яловичину, вживають охолодженим                        | УНК                                              |
| Борщ холодний з яблуками                   | містить буряковий квас, яблука, огірки, сметану, зелену цибулю | УК                                               |
| Борщ холодний по-полтавськи                | містить огірки, хлібний квас або кисляк                        | УНК                                              |
| Борщ холодний по-дніпропетровськи          | містить моркву, огірки, яйця                                   | УНК                                              |
| Борщ холодний криворізький                 | містить болгарський перець, картоплю, квасолю                  | УНК, УК                                          |
| Борщ холодний роменський                   | містить сушені гриби, буряковий квас                           | УНК, УК                                          |
| Борщ полтавський або по-полтавськи         | містить м'ясо птиці (курки або гуски) та галушки               | УНК, УК:ПЗРНК, УС-60, ЗРНСКВ, СзК, К-91, УК      |
| Борщ чернігівський або по-чернігівськи     | містить кабачки та свіжі яблука кислих сортів                  | УНК, СНУ, УК:ПЗРНК, УС-60, ЗРНСКВ, СзК, К-91, УК |
| Борщ волинський                            | містить корінь петрушки, свіжі помідори, свиняче сало          | УНК, СНУ, УС-60, ЗРНСКВ, УК                      |
| Борщ волинський з грибами                  | містить сушені гриби та буряковий квас                         | УНК, ЗРНСКВ                                      |
| Борщ гетьманський                          | містить баклажани                                              | УНК, СНУ                                         |
| Борщ галицький                             | містить бульйон на кістках, буряковий квас                     | УНК, УС-60, СзК, ТУКНК, УК                       |
| Борщ по-хмельницьки або хмельницький       | містить бульйон на кістках, свинину                            | УНК                                              |
| Борщ київський або по-київськи             | містить яловичину та баранину, селеру, буряковий квас          | УНК, УК:ПЗРНК, УС-60, ЗРНСКВ, СзК, К-91, УК      |
| Борщ київський з куркою                    | містить яловичину, баранину й курятину, баклажани              | СНУ                                              |
| Борщ київський без м'яса (із грибами)      | не містить м'яса, містить сушені гриби, яйця                   | УС-60, ЗРНСКВ (без яєць), УК                     |
| Борщ львівський                            | містить бульйон на кістках, сосиски, буряковий квас            | УНК, УС-60, ЗРНСКВ, К-91, УК                     |
| Борщ із сушених овочів                     | містить сушені овочі, які замочують у холодній воді            | УНК                                              |
| Борщ селянський або по-селянськи           | містить квасолю, яблука (антонівські), буряковий квас          | УНК, УК:ПЗРНК, УС-60, СзК, ЗНС, К-91, УК         |
| Борщ селянський холодний                   | містить сухофрукти (яблука, сливи, вишні), огірки, цукор       | УС-60, УК                                        |
| Борщ зі свинячої грудинки з буряком        | містить свинячу грудинку, буряковий квас і сам буряк           | УНК, УС-60                                       |
| Борщ із квасолею                           | містить квасолю і не містить м'яса                             | УНК                                              |
| Борщ з консервованою квасолею і салом      | містить консервовану квасолю, сало                             | УНК                                              |
| Борщ з качкою і яловичою грудинкою         | містить копчену качку, яловичу грудинку                        | УНК                                              |
| Борщ з потрухами                           | містить потрухи та хлібний квас                                | УНК, СНУ, УС-60, УК                              |
| Борщ з квашеними яблуками                  | містить бульйон на кістках та квашені яблука                   | УС-60, УК                                        |
| Борщ з рибою                               | Містить один вид риби (короп, тріска, окунь морський, минтай)  | ЗРНСКВ, КРЩК                                     |
| Борщ з карасями (вид Рибного борщу)        | містить гриби, пастернак, буряковий квас, смажених карасів     | УС-60, СНУ                                       |
| Борщ з м'ясними галушками                  | містить бульйон на кістках, буряковий квас, м'ясні галушки     | УС-60                                            |
| Холодник наддніпрянський                   | містить щавель, шпинат, огірки, естрагон, раків, квас          | УС-60                                            |
| Холодник з осетриною                       | шпинат, ракові шийки, варена осетрина, хлібний квас            | УС-60                                            |
| Борщ на квасі                              | містить хлібний квас, черствий житній хліб                     | СзК, УК                                          |
| Борщ ялтинський                            | містить ріпу, селеру, вершкове масло або маргарин              | СзК                                              |
| Борщ пісний з рибою                        | містить будь-яку рибу, квасолю, сушені білі гриби              | СзК                                              |
| Борщ з ріпою (білоруська кухня)            | містить бульйон на кістках, ріпу                               | СзК                                              |
| Борщ білоруський або по-білоруськи         | містить бульйон на кістках від шинки або окосту, сосиски       | СзК, УК                                          |
| Борщ литовський                            | містить корінь селери, щавель, шинку, сосиски                  | СзК, УК                                          |
| Борщ з кропивою (молдавська кухня)         | містить будь-яке м'ясо, бульйон на кістках, кропиву, рис       | СзК, КРЩК («Борщ-кропив'янка»)                   |
| Борщ з квасолею та фрикадельками           | містить квасолю, часник, фрикадельки                           | СзК                                              |
| Борщ із квашеної капусти                   | містить будь-яке м'ясо, квашену капусту, брукву                | СзК, УК                                          |
| Борщ по-домашньому без томату              | містить буряковий квас, не містить томатної пасти/помідорів    | СзК                                              |
| Борщ по-флотськи або флотський             | містить копченості, помідори (або томат-пюре), жир             | СзК, УК:ПЗРНК, К-91, УК                          |
| Борщ польський або по-польськи             | містить сушені білі гриби, брукву, вершкове масло              | СзК, УК                                          |
| Борщ із грибами та квашеною капустою       | містить сушені білі гриби та квашену капусту                   | СзК                                              |
| Борщ вегетаріанський (є варіант з грибами) | містить буряк, яблука, картоплю, сметану                       | СзК                                              |
| Борщ холодний по-литовськи                 | містить кефір, буряк, яйце, сметану                            | СзК                                              |
| Борщ кіровоградський (з грінками)          | містить гарбуз, томатний сік, грінки, твердий сир              | ЗРНСКВ                                           |
| Борщ по-бахмацьки                          | містить сухофрукти (яблука, груші)                             | ЗРНСКВ                                           |
| Борщ із баклажанами                        | містить баклажани, свіжі помідори, солодкий перець             | ЗРНСКВ, УК                                       |
| Борщ дніпровський                          | містить рибні консерви                                         | ЗРНСКВ                                           |
| Борщик з (грибними) вушками                | містить вушка з грибами, грибний відвар, мариновані буряки     | ЗРНСКВ, УК                                       |
| Борщ по-конотопськи                        | містить яловичину, баранину, курку, буряковий настій, квас     | УК:ПЗРНК, УК                                     |
| Борщ по-московськи або московський         | містить варене м'ясо, шинку, сосиски                           | УК:ПЗРНК, К-91, УК                               |
| Борщ кубанський                            | містить гвоздику, сушені гриби, квас                           | СНУ                                              |
| Борщ з сироватки                           | містить сироватку, пшоно                                       | СНУ                                              |
| Борщ гуцульський                           | містить сушені гриби та грибний відвар                         | ЗНС                                              |
| Борщ гуцульський з бужениною               | містить буженину з овечого м'яса, буряковий ква                | КРЩК                                             |
| Борщ закарпатський                         | містить бульйон на кістках, квашену капусту, часник            | ЗНС                                              |
| Борщ пісний пирятинський                   | може містити смажену рибу або сушені гриби                     | ТУКНК                                            |
| Борщ буковинський                          | містить гриби і грибну юшку                                    | КРЩК                                             |
| Борщ бухарестський з фрикадельками         | містить бульйон на кістках, солодкий перець, рис, фрикадельки  | КРЩК                                             |
| Борщ із воловим шлунком                    | містить яловичий шлунок і ногу або кістку                      | КРЩК                                             |
| Борщ по-грецьки                            | містить куряче або інше м'ясо, рис, сік цитрини                | КРЩК                                             |
| Борщ з ягнятини                            | містить ягнятину                                               | КРЩК                                             |
| Борщ з лободою                             | містить лободу, рис, кип'ячений квас                           | КРЩК                                             |
| Борщ з м'ясними вушками                    | містить м'ясо-кістковий бульйон, яловичину, м'ясні вушка       | УК                                               |
| Борщ по-болгарськи                         | містить яловичу грудинку, стручкову квасолю                    | УК                                               |
| Борщ по-чеськи                             | містить яловичину і жирну свинину                              | УК                                               |
| Борщ по-угорськи                           | містить яловичину, буряк, не містить картоплі, квасолі         | УК                                               |